# Racing Club de Ferrol
El Racing Club de Ferrol és un club de futbol espanyol, de la ciutat de Ferrol, a Galícia. Va ser fundat el 1919 per la unió de diversos clubs de la ciutat, i actualment juga a la Segona Divisió.
Entre els seus èxits destaquen diversos campionats gallecs, un subcampionat de la Copa del Rei el 1939, i un subcampionat de la Segona Divisió el 1940, categoria en la qual ha jugat 35 temporades.

## Història
El club es funda l'any 1919 amb el nom de Rácing Ferrol Foot-Ball Club com a resultat de la fusió dels clubs locals Jaime I FC i Giralda FC.

## Estadi

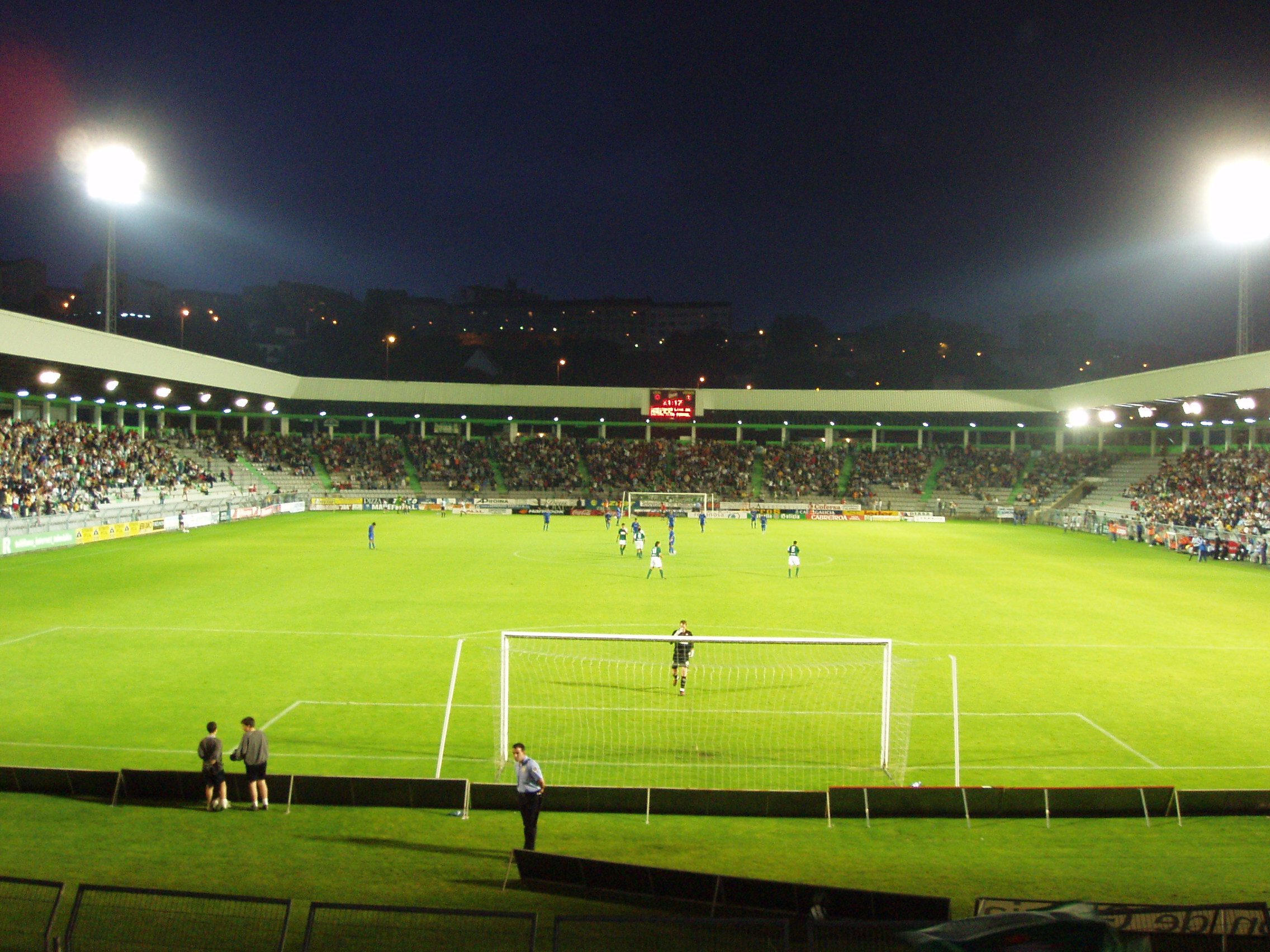
Interior de l'estadi d'A Malata

El Racing disputa els seus partits com a local a l'estadi d'A Malata, amb capacitat per 12.024 espectadors. Les dimensions del camp són de 105 x 68 metres.

## Dades del club
- Temporades a Primera divisió: 0
- Temporades a Segona divisió: 36
- Temporades a Segona divisió B/1RFEF: 47
- Temporades a Tercera divisió: 10
- Millor posició a la lliga: 2n (Segona divisió temporada 1939/40)
- Millor classificació a la Copa del Rei: Finalista (1939)

## Palmarès

### Tornejos nacionals
- Campionat de Galícia (3): 1928/29, 1937/38 i 1938/39
- Subcampió de la Copa del Rei: 1939.
- Subcampió de la Segona Divisió: 1939/40.
- Campió de la Segona Divisió B (2): 1977/78 i 1994/95.
- Subcampió de la Segona Divisió B (3): 1995/96, 2003/04 i 2013/14.
- Campió de la Tercera Divisió (10): 1929, 1931/32, 1943/44, 1960/61, 1962/63, 1964/65, 1965/66, 1987/88, 1991/92 i 2012/13.
- Subcampió de la Tercera Divisió (1): 1961/62.

## Jugadors

### Plantilla 2024-25
A 22 agost 2024
| N. | Pos. | Nac. | Jugador             |
| -- | ---- | --- | ------------------- |
| 1  | POR  | [[Fitxer:Flag of Spain.svg\|23x15px\|border \|alt=Espanya\|link=Selecció de futbol d'Espanya\|{{#if:\|]]          | Emilio Bernad       |
| 2  | DEF  | [[Fitxer:Flag of Spain.svg\|23x15px\|border \|alt=Espanya\|link=Selecció de futbol d'Espanya\|{{#if:\|]]          | Julián Delmás       |
| 4  | DEF  | [[Fitxer:Flag of Serbia.svg\|23x15px\|border \|alt=Sèrbia\|link=Selecció de futbol de Sèrbia\|{{#if:\|]]          | Aleksa Purić        |
| 5  | DEF  | [[Fitxer:Flag of Brazil.svg\|23x15px\|border \|alt=Brasil\|link=Selecció de futbol del Brasil\|{{#if:\|]]         | Naldo               |
| 6  | MIG  | [[Fitxer:Flag of Spain.svg\|23x15px\|border \|alt=Espanya\|link=Selecció de futbol d'Espanya\|{{#if:\|]]          | Álvaro Sanz         |
| 7  | DAV  | [[Fitxer:Flag of Spain.svg\|23x15px\|border \|alt=Espanya\|link=Selecció de futbol d'Espanya\|{{#if:\|]]          | Chiki               |
| 8  | MIG  | [[Fitxer:Flag of Spain.svg\|23x15px\|border \|alt=Espanya\|link=Selecció de futbol d'Espanya\|{{#if:\|]]          | Álex López (capità) |
| 9  | DAV  | [[Fitxer:Flag of Spain.svg\|23x15px\|border \|alt=Espanya\|link=Selecció de futbol d'Espanya\|{{#if:\|]]          | Eneko Jauregi       |
| 10 | MIG  | [[Fitxer:Flag of Catalonia.svg\|23x15px\|border \|alt=Catalunya\|link=Selecció de futbol de Catalunya\|{{#if:\|]] | Josep Señé          |
| 11 | DAV  | [[Fitxer:Flag of Spain.svg\|23x15px\|border \|alt=Espanya\|link=Selecció de futbol d'Espanya\|{{#if:\|]]          | Nacho Sánchez       |
| 13 | POR  | [[Fitxer:Flag of Spain.svg\|23x15px\|border \|alt=Espanya\|link=Selecció de futbol d'Espanya\|{{#if:\|]]          | Yoel Rodríguez      |
| 14 | MIG  | [[Fitxer:Flag of Spain.svg\|23x15px\|border \|alt=Espanya\|link=Selecció de futbol d'Espanya\|{{#if:\|]]          | Aitor Gelardo       |

| N. | Pos. | Nac. | Jugador        |
| -- | ---- | --- | -------------- |
| 15 | DEF  | [[Fitxer:Flag of Spain.svg\|23x15px\|border \|alt=Espanya\|link=Selecció de futbol d'Espanya\|{{#if:\|]]                                       | David Castro   |
| 16 | MIG  | [[Fitxer:Flag of Spain.svg\|23x15px\|border \|alt=Espanya\|link=Selecció de futbol d'Espanya\|{{#if:\|]]                                       | Fran Manzanara |
| 17 | DAV  | [[Fitxer:Flag of Spain.svg\|23x15px\|border \|alt=Espanya\|link=Selecció de futbol d'Espanya\|{{#if:\|]]                                       | Josué Dorrio   |
| 18 | DEF  | [[Fitxer:Flag of Spain.svg\|23x15px\|border \|alt=Espanya\|link=Selecció de futbol d'Espanya\|{{#if:\|]]                                       | Brais Martínez |
| 19 | MIG  | [[Fitxer:Flag of Spain.svg\|23x15px\|border \|alt=Espanya\|link=Selecció de futbol d'Espanya\|{{#if:\|]]                                       | Manu Vallejo   |
| 20 | DAV  | [[Fitxer:Flag of the Valencian Community (2x3).svg\|23x15px\|border \|alt=País Valencià\|link=Selecció de futbol del País Valencià\|{{#if:\|]] | Álvaro Giménez |
| 21 | DEF  | [[Fitxer:Flag of Spain.svg\|23x15px\|border \|alt=Espanya\|link=Selecció de futbol d'Espanya\|{{#if:\|]]                                       | Moi Delgado    |
| 22 | DEF  | [[Fitxer:Flag of Spain.svg\|23x15px\|border \|alt=Espanya\|link=Selecció de futbol d'Espanya\|{{#if:\|]]                                       | Aitor Buñuel   |
| 23 | DEF  | [[Fitxer:Flag of Uruguay.svg\|23x15px\|border \|alt=Uruguai\|link=Selecció de futbol de l'Uruguai\|{{#if:\|]]                                  | Erick Cabaco   |
| 24 | MIG  | [[Fitxer:Flag of Spain.svg\|23x15px\|border \|alt=Espanya\|link=Selecció de futbol d'Espanya\|{{#if:\|]]                                       | Luis Perea     |
| 25 | POR  | [[Fitxer:Flag of Spain.svg\|23x15px\|border \|alt=Espanya\|link=Selecció de futbol d'Espanya\|{{#if:\|]]                                       | Jesús Ruiz     |
| 26 | MIG  | [[Fitxer:Flag of Spain.svg\|23x15px\|border \|alt=Espanya\|link=Selecció de futbol d'Espanya\|{{#if:\|]]                                       | David Carballo |

### Jugadors històrics destacats
Nota: aquesta llista inclou jugadors que han jugat almenys 100 partits de lliga i/o han aconseguit l'estatus internacional.
| - Samuel Piette - Raúl Palacios - Dubravko Pavličić - Dwight Pezzarossi - Kaba Diawara - Nabil Baha - Samir Boughanem - Ikechukwu Uche - Nenad Grozdić - José Manuel Aira - Gabriel Alonso - José Bello Amigo | - Ángel Cuéllar - Guillermo Gorostiza - Joselu - Manel - Jonathan Martín - Nacho Novo - Carlos Rodríguez - Pablo Rodríguez - Luis César Sampedro - Jonay Hernández - James Langtry - Ante Razov |